# Čestmír Vidman
Čestmír Vidman (* 31. října 1921 Monfalcone – 18. října 2013 Praha) byl český básník, esperantista, čestný člen Českého esperantského svazu.
Studoval gymnázium v Příbrami, od čtvrté třídy na Malé Straně v Praze, kde maturoval (1939), následovala vysoká škola a titul komerčního inženýra. Pracoval v Poldi Kladno (1941–1945) a Organizaci pro zahraniční obchod (1947–1982).
Psal poezii i drama. Byl organizován v organizacích Spolek českých bibliofilů, Český esperantský svaz, Česko-japonská společnost, Společnost bratří Čapků, Klub Českého rozhlasu Vltava, Klub aktivního stáří, Společnost přátel PEN klubu, Společnost Jakuba Jana Ryby, Obec spisovatelů.

## Díla

### Poezie
- Moře (1972)
- Miska rýže (1974)
- Vteřiny slunečních hodin (1975)
- Hra zvaná život (1977)
- Čím se líčíte, Ičiki (1979)
- Pod horou Fudži (1980)
- Křížalami voní dálka (1981)
- Cestou (1986)
- Vyhlížení k domovu (1992)
- Písně kosmické po 125 letech (na internetu)
- S poutnickou holí – Kun pilgrimbastono (př. Jaroslav Krolupper, 2008)
- Sedmnást slabik – Dek sep silaboj (př. Jaroslav Krolupper, 2009)
- Laskavá fantazie – Karesa fantazio (př. Jaroslav Krolupper, Jiří Patera, Margit Turková, Praha 2010, p. 117)

### V esperantských publikacích
- Niaj aŭtoroj sin prezentas al vi (Naši autoři se vám představují, 1980)
- Kvarfolio (Čtyřlístek, 1985)
- 52 nuntempaj ĉeĥaj poetoj en 1000 versoj (52 současných českých básníků v 1000 verších, 1989)

### Divadelní monology
- Sama mezi všemi (1985)
- Půlstoletí pod šminkou (1987)
- Tvář herečky (1989)
- Já, Kunhuta, královna česká (1990)
- Já, Eliška Přemyslovna, královna česká (1991)
- Já, Alžběta Rejčka, někdy královna česká (1992)
- Stopa Locacorten (1993)
- Paní v erbu lvice (1994)
- Brala jsem drogy (1996)
- Já, Johana z Rožmitálu, královna česká (2009)

### Próza
- Než padne mlha docela paměti (2006)
- Čtyři české královny a kněžna české literatury (Dobříš 2011)